# Leonor de Ovando
Leonor de Ovando (1544, Santo Domingo - † 1610-1615) fou una monja dominica i escriptora, reconeguda per ser una de les primeres poetes dominicanes i del Nou Món.

## Biografia
El 1554 va entrar a l'Orde de Predicadors. Va pertànyer al convent de clausura Regina Angelorum, i era una de les primeres monges d'aquell convent que va arribar a ser priora. El 1586 el convent fou destruït per Francis Drake, obligant la congregació a refugiar-se al camp, moment en què es va perdre gran part de l'obra literària d'Ovando.

## Obra
S'han conservat a l'antologia de Silva de poesia cinc dels seus sonets i alguns versos, escrits entre el 1574 i el 1580. Aquesta producció literària fou descoberta pel crític literari espanyol Marcelino Menéndez Pelayo i descrita a la seva Antologia de poetes hispanoamericans. Les composicions foren fruit de la correspondència entre ambdós. Quatre dels cinc sonets corresponen a diverses festes del calendari catòlic: Nadal, Epifania, Pasqua de Resurrecció i Pentecosta.